# 아와카 슌타
아와카 슌타(일본어: 阿波加 俊太, 1995년 2월 7일 ~ )는 일본의 축구 선수이다.

## 구단 경력
그는 2013년부터 2024년까지 J리그의 홋카이도 콘사돌레 삿포로, SC 사가미하라, 에히메 FC에서 활동하였다.

## 국가대표팀 경력
그는 2011년 FIFA U-17 월드컵에 참가할 일본 U-17 국가대표팀에 발탁되었으며, 1경기에 출전했다.